# Lechytia tertiaria
Espèce
Lechytia tertiaria est une espèce éteinte de pseudoscorpions de la famille des Lechytiidae.

## Distribution
Cette espèce a été découverte dans de l'ambre en République dominicaine. Elle date du Miocène.

### Publication originale
- (de) Schawaller, 1980 : Fossile Chthoniidae in Dominikanischen Bernstein, mit phylogenetischen Anmerkungen (Stuttgarter Bernsteinsammlung: Arachnida, Pseudoscorpionidae). Stuttgarter Beitraege zur Naturkunde Serie B (Geologie und Palaeontologie), no 63, p. 1-19.